# Ernst Hellgren
Ernst Gustaf Hellgren, född 30 juli 1860 i Strängnäs, död 4 december 1920 i Visby, var en svensk militär.
Ernst Hellgren var gift med Ella Hellgren (född Torelius) och son till handlaren Gustaf Hellgren. Efter mogenhetsexamen i Strängnäs 1880 blev han volontär vid Svea artilleriregemente och sedan han avlagt officersexamen 1882 underlöjtnant vid Gotlands nationalbeväring, och kom därefter att förbli knuten till Gotland under resten av sitt liv, så när som på en sejour som elev vid Gymnastiska centralinstitutet varpå han avlade en gymnastikdirektörsexamen. Hellgren blev 1887 underlöjtnant vid Gotlands artillerikår, 1890 befordrad till löjtnant och var 1890–1899 kårens adjutant. Från 1890 tjänstgjorde han även som gymnastiklärare vid Visby högre allmänna läroverk. Hellgren befordrades 1898 till kapten och var 1899–1913 tygmästare. 1903 blev han stadsfullmäktige i Visby. Hellgren blev 1907 gymnastikinspektör för folkskolorna inom Visby stift, intendent för Gotlands fornsal 1908 och var 1910-1918 ledamot av Gotlands läns landsting. Hellgren befordrades 1912 till major och tjänstgjorde 1914–1915 som chef för Gotlands artillerikårs depå. Han blev 1918 befordrad till överstelöjtnant. Hellgren blev 1918 korresponderade ledamot av Kungliga Vitterhets Historie och Antikvitets Akademien.
Ernst Hellgren är begravd på Östra kyrkogården i Visby.